# Jitterbug

Ballant el jitterbug

El jitterbug és un terme generalitzat que s'utilitza per referir-se al ball swing. Sovint s'usa com a sinònim del ball conegut com liny-hop però pot incloure elements del jive, swing de la costa est, shag, xarleston i balboa així com altres balls de swing.
Aquest estil de dansa fou popularitzat entre els afroamericans ade Nova York a principis del segle XX. Molts clubs nocturns tenien una política només per a blancs o només per a negres a causa de la segregació racial, però el Savoy Ballroom de Harlem tenia una política de no discriminació que permetia que blancs i negres ballessin junts. Va ser en aquest context que aquesta dansa va prosperar, iniciada per ballarins com George Snowden i Frank Manning. El terme jitterbug va ser originalment un terme per a ridiculitzar el ball utilitzat pels mecenes negres per descriure els blancs que van començar a ballar el lindy hop, ja que ballaven més ràpid del que en un principi era acceptable. Ràpidament va perdre la seva connotació negativa i tant el lindy hop com el "jitterbug" es van fer populars fora de Harlem quan el ball es va començar a fer servir en pel·lícules de Hollywood i al teatre de Broadway, protagonitzat pel grup d'actuació Whitey's Lindy Hoppers.

## Etimologia

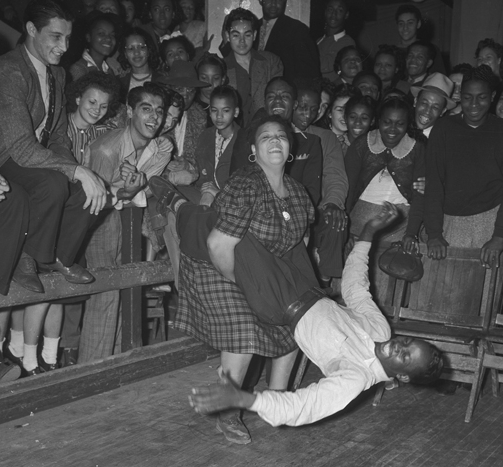
Ballant el jitterbug, Los Angeles, 1939

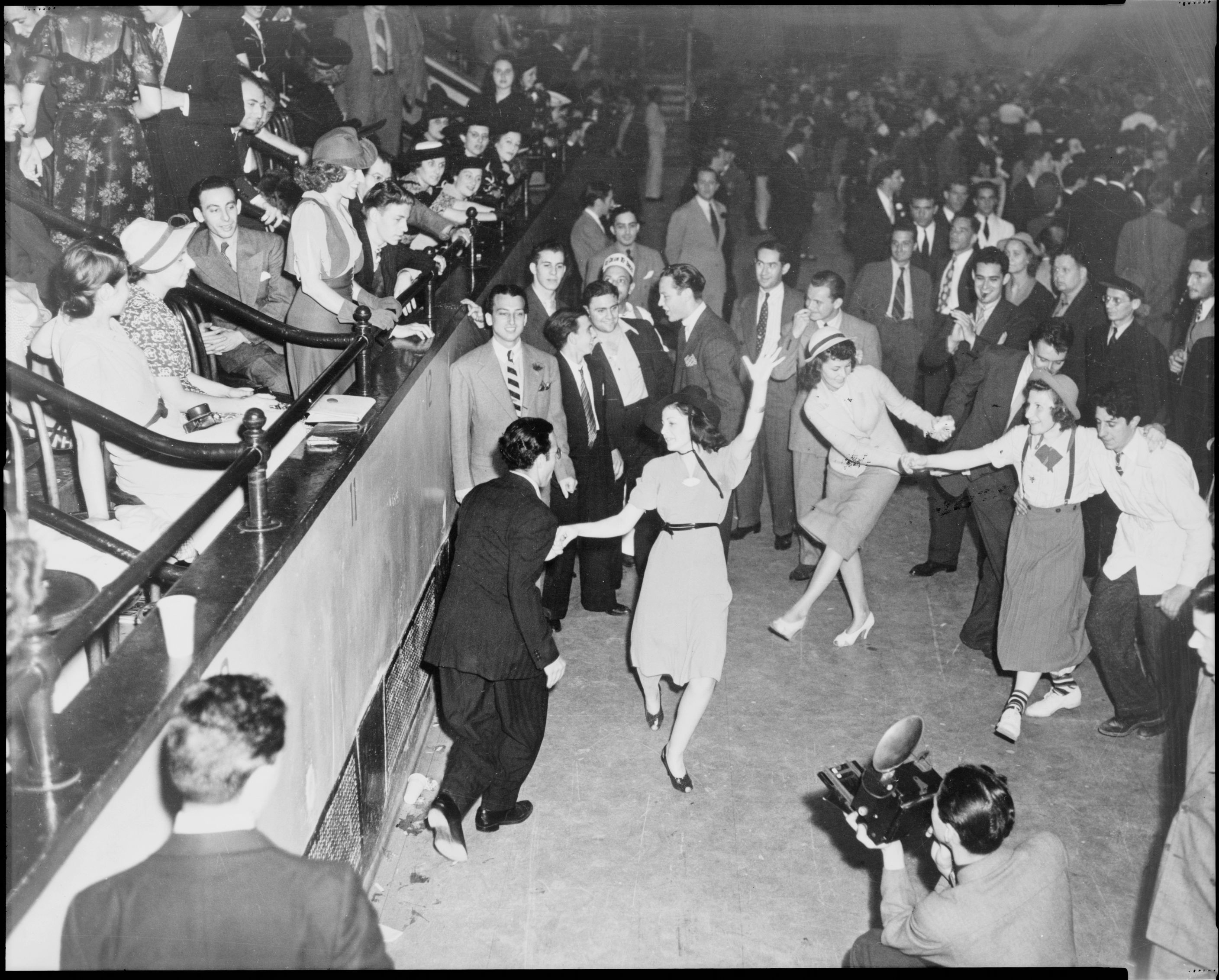
Balladors de Jitterbug el 1938

Segons l'Oxford English Dictionary (OED), la paraula "jitterbug és una combinació de les paraules "jitter" i "bug", ambdues dorígne desconegut.
El primer ús de la paraula jitters va ser el 1929, al segon acte de l'obra Stricktly Dishonorable de Preston Sturges on el personatge Isabelle diu: "Willie's got the nerviosisme" és contestat per un jutge "Jitters?" a la qual Isabelle respon: "Ja saps, fa ganyotes tot el temps". La segona cita de l' OED és de la premsa de NY del 2 d'abril de 1930: "El joc només es juga després que les tasses i les noies han pres massa ginebra i arriben a l'estat de nerviosisme, una malaltia coneguda entre el ramat comú heebie jeebies ".
Segons HW Fry a la seva revisió de Dictionary of Word Origins de Joseph Twadell Shipley el 1945, la paraula "nerviosisme" prové d'un spoonerisme ['bin and jitters' per a 'gin and bitters'] ... i originalment es referia a una la influència del ginebra i els amargs ".
Wentworth i Flexner expliquen "jitterbug" com "[o] ne que, encara que no és músic, li agrada o entén amb entusiasme la música swing; un fanàtic del swing" o "[o] ne que balla freqüentment per fer swing de música" o "[un] devot de música i ball de jitterbug; un que segueix les modes i les modes del devot de la jitterbug. .. Per ballar, sobretot [jazz] o música swing i, de manera general, molt atlètica i vigorosa ".
La primera cita que conté el terme "jitter bug" enregistrada per l' OED és de la cançó de 1934 de Cab Calloway "Jitter Bug". La revista Song Hits, al número del 19 de novembre de 1939, va publicar les lletres, incloent-hi: “Són quatre xicots. Té els nervis cada matí; per això va néixer la salsa de jitter. ”

## Història primerenca
Ballarins de Jitterbug el 1938
L'enregistrament de Cab Calloway de 1934 de "Call of the Jitter Bug" (Jitterbug) i la pel·lícula "Cab Calloway's Jitterbug Party" van popularitzar l'ús de la paraula "jitterbug" i van crear una forta associació entre Calloway i jitterbug. Les lletres de "Call of the Jitter Bug" demostren clarament l'associació entre la paraula jitterbug i el consum d'alcohol:
If you'd like to be a jitter bug,
First thing you must do is get a jug,
Put whiskey, wine and gin within,
And shake it all up and then begin.
Grab a cup and start to toss,
You are drinking jitter sauce!
Don't you worry, you just mug,
And then you'll be a jitter bug!

Si voleu ser un jitter bug
El primer que heu de fer és aconseguir una gerra,
Poseu-hi whisky, vi i ginebra,
I sacsegeu-ho tot i després comenceu.
Agafa una tassa i comença a tirar,
Esteu bevent salsa de jitter!
No et preocupis, només tasses,

I aleshores seràs un error.
A la pel·lícula Hi De Ho de 1947, Calloway inclou les següents línies a la seva cançó "Minnie the Moocher": "Ai que ja no hi ha més Smokey Joe / Ella es va enfonsar de la seva salutació / Ella és una ximple sòlida / I ella comença a tallar una catifa / Oh Minnie és un gat hep ". Pel que fa al Savoy Ballroom, el crític de dansa John Martin del The New York Times va escriure el següent:
La jitterbug blanca és sovint tosca per mirar ... però el seu original negre és una altra cosa. Els seus moviments mai són tan exagerats que manquen de control i hi ha una dignitat inconfusible sobre les seves figures més violentes ... hi ha una quantitat notable d’improvisació ... barrejada ... amb figures de Lindy Hop. De tots els balls de saló que han vist aquests ulls indiscrets, aquest és, sens dubte, el millor.
Norma Miller va escriure, però, que quan els "turistes" arribaven al Savoy, veien un ball assajat i coreografiat, que erròniament pensaven que era un grup habitual de ballarins que gaudien de la dansa social.
Un text diu que "el shag i el single lindy representaven els fonaments populars anteriors" de jitterbug, que va donar pas al doble lindy quan el rock and roll es va popularitzar.

Un jove i blanc home de classe mitjana del suburbà de Pittsburgh, Pennsilvània, va aprendre a ballar jitterbug el 1939 anant a la secció "Hill City" d'aquesta ciutat per veure ballarins negres. Ballaven sense problemes, sense saltar ni botar per la pista de ball.
El més difícil d’aprendre és el moviment pèlvic. Suposo que sempre he sentit aquests moviments d'alguna manera obscens. Heu de balancejar-vos, cap endavant i cap enrere, amb un moviment controlat del maluc, mentre les espatlles es mantenen al mateix nivell i els peus llisquen per terra. La mà dreta es manté a l'esquena de la noia i la mà esquerra al seu costat, tancant-la. 
Quan es va aventurar a "ciutats molineres properes, buscant parelles al seu lloc", va trobar que hi havia noies blanques que eren "molines ... de classe baixa" i que podien ballar i moure's "a l'estil autèntic i fluït". "Eren pobres i menys educats que els meus amics de l'institut, però podien ballar realment. De fet, en aquest moment semblava que la classe baixa era una nena, la millor ballarina que era, també. " 
Un número musical anomenat " The Jitterbug " va ser escrit per a la pel·lícula de 1939 The Wizard of Oz. La "jitterbug" va ser un error enviat per la Bruixa Malvada d'Occident per encertar els herois obligant-los a fer un ball a l'estil de la jitterbug. Tot i que la seqüència no es va incloure a la versió final de la pel·lícula, més tard se sent la bruixa que li diu al líder del mico volador: "He enviat un petit insecte per endavant per eliminar-los la baralla". La cançó cantada per Judy Garland com a Dorothy i alguns dels diàlegs establerts van sobreviure de la banda sonora com a cara B del llançament del disc de "Over the Rainbow". L’ adaptació musical de la pel·lícula del 2011 i la pel·lícula de Tom i Jerry: Back to Oz també van comptar amb el número.

## Popularitat
El 1944, amb la participació continuada dels Estats Units a la Segona Guerra Mundial, es va imposar un impost federal especial del 30% als clubs nocturns "ballants". Tot i que més tard es va reduir l'impost al 20%, els cartells "No es permet ballar" van pujar a tot el país. El bateria de jazz Max Roach va argumentar que "aquest impost és la història real per què el ball ... el ball públic per se ... acabava [sic]. Els propietaris de clubs, promotors, no es podien permetre el luxe de pagar l’impost municipal, l’impost estatal i l’impost governamental."
La Segona Guerra Mundial va facilitar la propagació de jitterbug pel Pacífic i l'Oceà Atlàntic. Els samoans britànics estaven fent una "versió Seabee" de la jitterbug el gener de 1944. A l'altre costat de l'Atlàntic en preparació per al dia D, hi havia prop de 2 milions de tropes nord-americanes estacionades a tota la Gran Bretanya el maig de 1944  Els salons de ball tancats per manca de negoci van obrir les portes. Noies de la classe treballadora que mai havien ballat abans formaven una gran part dels assistents, juntament amb soldats i mariners nord-americans. El novembre de 1945, després de la sortida de les tropes nord-americanes després del dia D, es va advertir a les parelles angleses que no continuessin practicant aquest ball, criticat per les classes altes. Time va informar que les tropes nord-americanes estacionades a França el 1945 ballaven jitterburg, i el 1946, el jitterbug s'havia convertit en una moda a Anglaterra. Ja era un ball de competició a Austràlia.
Un article de la United Press datat a Hollywood el 9 de juny de 1945 va declarar que la ballarina Florida Edwards va rebre una sentència de 7.870 dòlars per part del tribunal de districte sobre les apel·lacions per lesions que va patir mentre ballava el jitterbug al Hollywood Canteen l'any anterior.  
El 1957, el programa de televisió amb seu a Filadèlfia, American Bandstand, va ser recollit per l'American Broadcasting Company i es va mostrar als Estats Units. American Bandstand presentava cançons populars actuals, aparicions en directe de músics i balls a l'estudi. En aquella època, el ball ràpid més popular era el jitterbug, que es descrivia com "un frenètic residu de l'època del swing que era lleugerament menys acrobàtic que Lindy".
El músic de blues Muddy Waters va fer una broma durant la seva actuació al Newport Jazz Festival de 1960, cosa que va provocar una aclamació massiva del públic. La seva actuació es va gravar i es va publicar al LP At Newport 1960.
En un article publicat el 1962 a Memphis Commercial Appeal, el baixista Bill Black, que havia donat suport a Elvis Presley del 1954 al 1957, i ara el líder del combinat Bill Black, va llistar "jitterbug" juntament amb el gir i el cha-cha com "l'únic ball msgstr "números que podeu jugar".